# Monoxia batisia
Monoxia batisia es una especie de insecto coleóptero de la familia Chrysomelidae.
Fue descrita en 1917 por Blatchley. Habita salinas costeras en Estados Unidos (Texas, Florida, Carolina del Norte) y México. Su planta huésped es Batis maritima.